# Hololepta vicina
Hololepta vicina är en skalbaggsart som beskrevs av J. L. Leconte 1851. Hololepta vicina ingår i släktet Hololepta och familjen stumpbaggar. Inga underarter finns listade i Catalogue of Life.